# Guerra dei trent'anni (fase francese)
La fase francese è la quarta ed ultima fase della guerra dei trent'anni, ed è anche quella di maggior durata, dal 1635 al 1648.
Il nome assegnato a questo periodo deriva dall'ingresso formale in guerra della Francia, che precedentemente aveva partecipato al conflitto soltanto supportando i nemici dell'Imperatore ed intervenendo direttamente solo nella marginale seconda guerra di successione del Monferrato (1627-1631, vedi la fase danese del conflitto). L'intervento francese mise definitivamente fine al periodo della guerra in cui gli schieramenti erano basati su problematiche confessionali; l'entrata in guerra della cattolica Francia contro l'Imperatore anch'esso cattolico inaugurò di fatto il lungo periodo delle guerre europee per l'egemonia e mise in luce la "laicizzazione" della politica che sarebbe poi stata sancita dalla pace di Vestfalia.
La data d'inizio dell'impegno diretto francese coincide con la dichiarazione di guerra alla Spagna del 26 maggio 1635, giustificata dall'attacco che gli spagnoli avevano sferrato contro l'Elettore di Treviri, sotto la protezione francese fin dal 1632, fornendo così alla Francia un casus belli. L'andamento del conflitto dopo l'intervento francese può essere diviso in due fasi: nella prima, fino al 1641, si ebbe una serie di scontri che videro la Francia in difficoltà, impegnata in una guerra su più fronti, e le forze svedesi che, nonostante le diverse vittorie riportate, non riuscirono a infliggere un colpo decisivo in Germania del nord. Nella seconda fase, dopo il 1641, con l'assunzione del comando svedese da parte del generale Lennart Torstenson, le forze alleate franco-svedesi riuscirono a sconfiggere le truppe imperiali e alleate fino alla loro definitiva resa nel 1648.

## Prima Fase: La Francia in difficoltà (1635-1641)

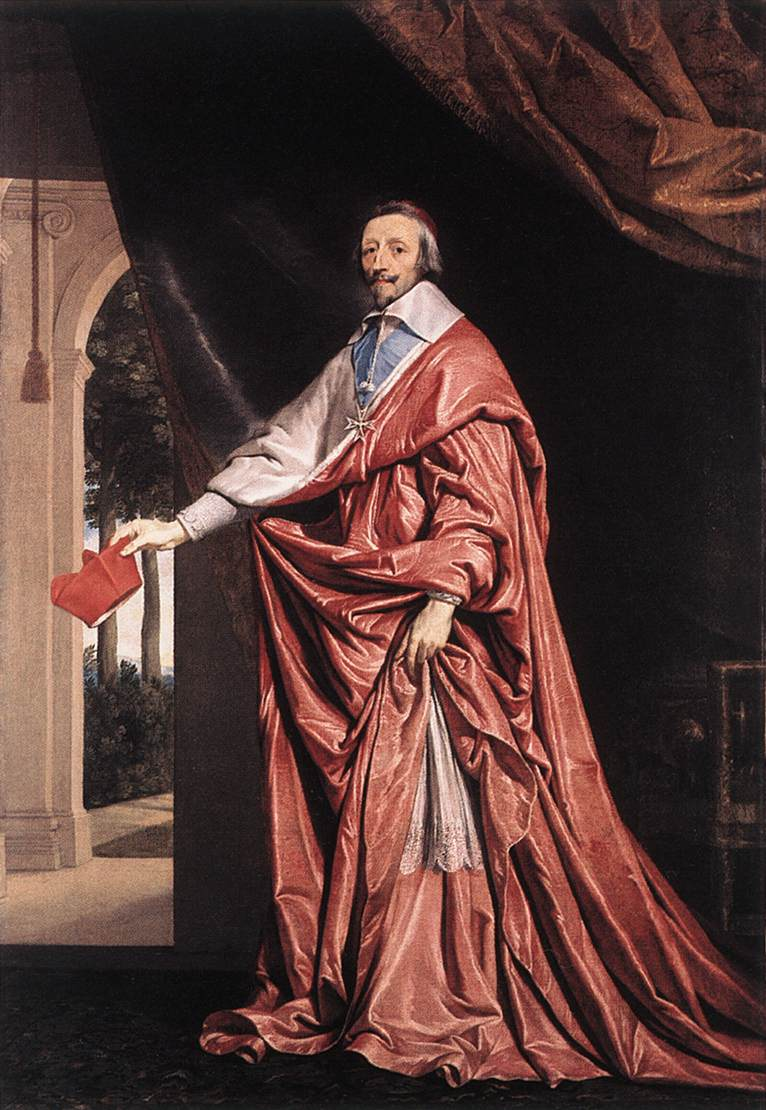
Il cardinale Richelieu (1585-1642). Guidò di fatto la Francia al posto di Luigi XIII

Nel primo anno dopo l'intervento francese, le truppe del cardinale di Richelieu subirono varie sconfitte su tutti i fronti, ed entro dicembre gli imperiali avevano preso Heidelberg, Magonza e Kaiserslautern. Richelieu tentò di far fronte alla situazione chiedendo a Bernardo di Sassonia-Weimar e ai suoi veterani di passare al servizio della Francia; poiché quasi tutti gli stati protestanti tedeschi avevano aderito alla pace di Praga, Bernardo accettò di porsi al servizio di Luigi XIII e di Richelieu, nonostante questo provocasse un certo risentimento negli svedesi, che erano, formalmente, i suoi committenti.
Il 1636 vide nuove dure sconfitte per le truppe francesi: le forze spagnole, al comando del cardinale-infante Ferdinando, condussero un'offensiva in Piccardia dai Paesi Bassi spagnoli, ed avanzarono fino a Corbie, a sole 80 miglia da Parigi; nel frattempo, Carlo IV di Lorena, avanzò in Borgogna a partire dai possedimenti spagnoli della Franca Contea, raggiungendo Digione. Queste offensive furono a stento arrestate dal rapido afflusso di nuove forze francesi, che riuscirono a ricacciare il nemico dalla Piccardia e a fermare Carlo di Lorena. Se l'invasione della Linguadoca progettata dagli spagnoli nel 1637 fosse stata condotta contemporaneamente alle altre offensive, la Francia si sarebbe trovata in gravi difficoltà.
Alla fine del 1637 le forze di Bernardo di Sassonia-Weimar poterono passare all'offensiva in Alsazia, dopo avere vinto alcuni scontri con le truppe nemiche a Rhinefelden e Wittenweier; con il supporto di rinforzi freschi di truppe francesi, comandate dal Visconte di Turenne, Bernardo investì la fortezza chiave di Breisach, che permetteva il controllo del corso del Reno, e la catturò il 17 dicembre; questo fu il primo significativo successo francese dall'entrata nel conflitto. Bernardò morì l'11 luglio 1639, ma il suo secondo in comando continuò la collaborazione con la Francia.

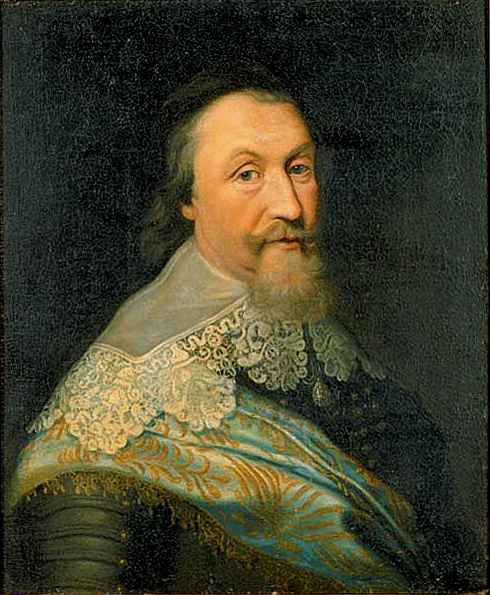
il cancelliere di Svezia Axel Oxenstierna (1583-1654) diresse politicamente gli sforzi del suo paese nella guerra

Nel frattempo anche la Svezia aveva potuto tornare all'offensiva, dopo avere stipulato una tregua con la Polonia nel 1635, che le consentì di inviare in Germania le forze fino ad ora là impiegate al comando del generale Lennart Torstenson. Questo esercito si riunì a quello di Johan Banér in Meclemburgo e Pomerania, nonostante alcune azioni di contrasto effettuate dalle forze imperiali; nel 1636, anche la Sassonia dichiarò formalmente guerra alla Svezia. Nonostante fosse inferiore numericamente agli avversari, Banér decise di passare all'offensiva, e inflisse una dura sconfitta all'armata congiunta sassone-imperiale nella battaglia di Wittstock.
In seguito alla vittoria, gli svedesi tentarono di assediare Lipsia e di spingere l'Elettore di Brandeburgo ad unirsi nuovamente all'alleanza, ma fallirono in entrambi gli scopi: il Brandeburgo si avvicinò infatti alla causa imperiale, mentre l'assedio dovette essere tolto a causa del sopraggiungere di un esercito imperiale al comando di Mattia Galasso, che numericamente sopravanzava di molto gli svedesi. Banér fu costretto a ritirarsi nuovamente in Pomerania e per il 1637 la situazione era ancora quella di due anni prima.
La Svezia cominciava ad accusare la stanchezza dovuta al protrarsi del conflitto, e il cancelliere Oxenstierna decise di tentare di uscire dalla guerra a condizioni onorevoli; alla fine comunque la Svezia continuò la lotta, e nel marzo 1638 firmò con la Francia il trattato di Amburgo, con il quale i contraenti si impegnavano a non firmare paci separate con il nemico e la Francia a pagare consistenti sussidi alla Svezia.
Grazie a questi aiuti, Banér fu in grado, in luglio, di tornare all'offensiva, respingendo l'armata di Gallas in Boemia e Slesia; nel 1639 gli svedesi si rivolsero contro i sassoni, e il 14 aprile 1639 sconfissero nella battaglia di Chemnitz una forza imperiale al comando dell'Arciduca Leopoldo-Guglielmo, il fratello di Ferdinando III. Essi tentarono quindi, a maggio, di assediare Praga, ma, non avendo mezzi sufficienti per conquistarla, si ritirarono sull'Elba e si riunirono con l'esercito francese ad Erfurt, nel dicembre del 1640; l'offensiva combinata comunque si rivelò infruttuosa e gli eserciti si divisero e si ritirarono alle rispettive basi.

## Seconda fase: la sconfitta delle forze imperiali (1641-1648)

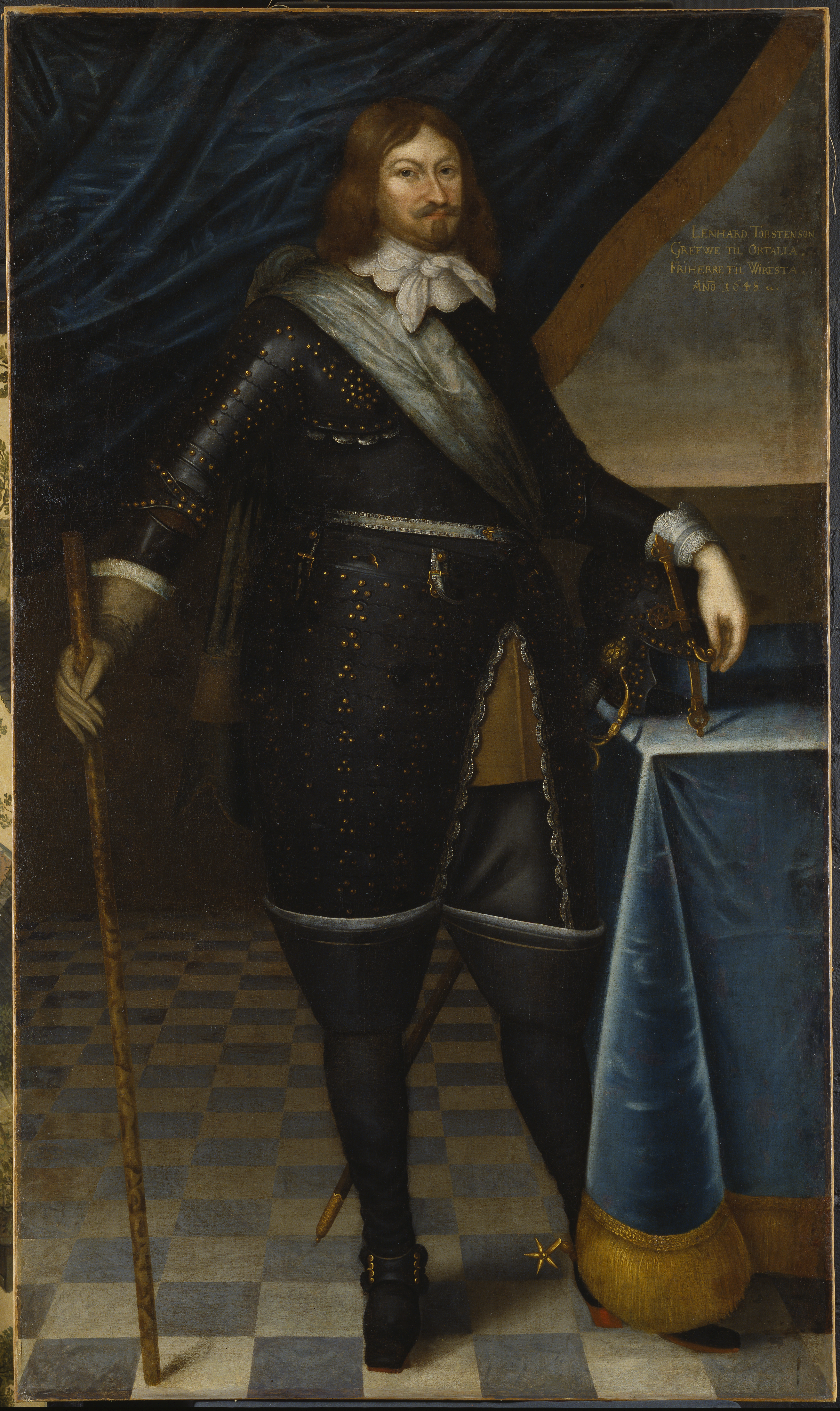
Il generale svedese Lennart Torstenson (1603-1651) contribuì enormemente alla vittoria svedese

Il 20 maggio 1641 il comandante dell'esercito svedese, Johan Banér, morì, e al suo posto Oxenstierna scelse il generale Torstenson, che arrivò in novembre. Torstenson passò all'offensiva attaccando verso est, sconfiggendo i sassoni a Schweidnitz e conquistando Olmütz, capitale della Moravia, che funse da base svedese per il resto della guerra. Poiché sembrava che la stessa Vienna fosse minacciata, le forze imperiali al comando dell'arciduca Leopoldo-Guglielmo e del generale Ottavio Piccolomini tentarono di arrestare gli svedesi, ma subirono una decisiva sconfitta nella seconda battaglia di Breitenfeld, il 2 novembre 1642.
Anche la Francia, che dopo la morte del cardinale Richelieu era guidata dal cardinale Giulio Mazzarino, conseguì un notevole successo sul fronte dei Paesi Bassi, che fu definitivamente reso sicuro con la vittoria conseguita il 19 maggio 1643 nella battaglia di Rocroi da Luigi II di Borbone-Condé, in seguito noto come il Grand Condé; ma l'offensiva tentata nell'ottobre dello stesso anno in Germania fu schiacciata nella battaglia di Tuttlingen, in cui i francesi furono sconfitti da forze imperiali inferiori di numero, e il comandante francese Rantzau catturato.
Il Visconte di Turenne fu richiamato e posto al comando, ma la sua posizione fu resa molto precaria dall'allontanamento dell'esercito svedese, che si impegnò in un attacco preventivo contro la Danimarca; Massimiliano I di Baviera fu pronto ad approfittarne, ed inviò all'attacco le sue forze sotto il generale Franz von Mercy, che riuscì, il 28 luglio 1644, a catturare la fortezza di Friburgo. Turenne fu raggiunto da rinforzi guidati da Condè, che assunse il comando e sferrò una serie di dispendiosi attacchi frontali, che comunque costrinsero i bavaresi a ritirarsi; l'esercito francese in seguito conquistò varie fortezze lungo il Reno, tra cui, il 9 settembre 1644, la piazzaforte di Philippsburg, una conquista che era, per importanza, pari a quella di Breisach di sei anni prima.
Essa fu subito potenziata nelle fortificazioni e trasformata in una base avanzata per future offensive in Germania meridionale. Ma fu ancora la Svezia a rivelarsi la più pericolosa. Torstenson decise di procedere alla liberazione della Boemia dalle forze imperiali, mossa a cui l'Imperatore rispose arruolando in tutta fretta nuovi uomini e richiedendo assistenza a Massimiliano I di Baviera; le forze svedesi ottennero una schiacciante vittoria nella battaglia di Jankov, il 6 marzo 1645, distruggendo metà delle forze nemiche. Gli svedesi procedettero quindi fino a 30 miglia da Vienna, provocando la fuga di Ferdinando III a Graz, ma Torstenson decise di rinunciare ad attaccare la capitale austriaca e preferì consolidare le sue posizioni in Moravia assediando invano per due volte Brno; la Sassonia firmò un armistizio di sei mesi, che venne poi confermato dalla pace di Eilenberg del 14 aprile 1646, che sanciva la definitiva uscita dell'Elettorato dal conflitto.

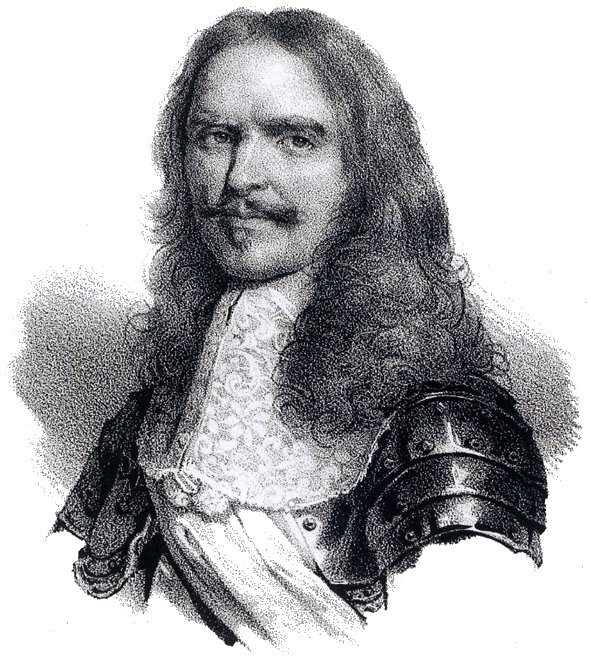
Il visconte di Turenne (1611-1675) cominciò la sua carriera militare nella guerra dei trent'anni

Nella Germania meridionale ancora una volta la Francia fallì la sua offensiva: Turenne, il 2 maggio 1645 venne attaccato di sorpresa a Mergentheim, perdendo tutta la fanteria; egli fu costretto a ritirarsi nel territorio dell'Assia-Kassel, dove ancora una volta fu soccorso da Condè. Le forze francesi riunite riuscirono a respingere gli avversari nella battaglia di Allerheim (anche detta seconda battaglia di Nördlingen), in cui venne ucciso il comandante bavarese Von Mercy. I francesi avanzarono quindi verso il Danubio, ma a causa delle gravi perdite subite ritornarono alle precedenti posizioni su Reno.
Torstenson propose di riunire i due eserciti alleati per sferrare il colpo decisivo agli imperiali, ma il cardinale Mazzarino preferiva dirigere l'offensiva contro la Spagna; Turenne comunque era favorevole a continuare l'offensiva in Germania, e, con 8 000 uomini circa, passò il Reno a Wesel e si congiunse con forze svedesi più consistenti al comando di Carl Gustaf Wrangel. Le forze combinate riuscirono a minacciare le comunicazioni dell'armata al comando dell'Arciduca Leopoldo Guglielmo che difendeva la Baviera, costringendolo ad abbandonarla e a lasciarla indifesa. Massimiliano I di Baviera, costretto ad abbandonare Monaco, abbandonò l'alleanza con l'Imperatore con il trattato di Ulma del 14 marzo 1647.
A questa fase seguirono alcune indecisioni, dovute al fatto che la Francia doveva sostenere lo sforzo della guerra nel settore dei Paesi Bassi, dove gli olandesi sembravano avere diminuito il loro impegno; gli svedesi procedettero verso est, e Massimiliano di Baviera sconfessò il Trattato di Ulma firmando, a settembre, il Trattato di Pilsen, con cui stringeva nuovamente alleanza con l'Imperatore Ferdinando III.
Nel marzo del 1648 cominciò l'ultima campagna della guerra, che vide gli eserciti combattere in Baviera e scontrarsi nella battaglia di Zusmarshausen, rivelatasi una completa disfatta per gli imperiali, che perdettero il loro ultimo esercito; anche il settore dei paesi bassi vide la vittoria francese nella battaglia di Lens. Le poche forze rimaste agli Asburgo riuscirono a rallentare l'avanzata avversaria in Baviera e in Boemia, dove fu attaccata Praga, ma i combattimenti furono definitivamente arrestati dalla notizia della firma della Pace di Vestfalia.